# Villa Molitor
Pour les articles homonymes, voir Molitor.
La villa Molitor est une voie du 16e arrondissement de Paris, en France.

## Situation et accès
La villa Molitor est une voie privée située dans le 16e arrondissement de Paris. Elle débute au 7 rue Molitor et se termine au 52 rue Chardon-Lagache et au 26 bis rue Jouvenet.

## Origine du nom
Elle porte le nom du maréchal de France, le comte Gabriel Molitor (1770-1849), en raison de sa proximité avec la rue éponyme.

## Historique
Cette voie est formée en 1873 sous sa dénomination actuelle. De 1900 à 1914, le violoncelliste Pau Casals y a vécu, parfois avec la violoncelliste Guilhermina Suggia.

## Bâtiments remarquables et lieux de mémoire
Ont habité villa Molitor :
- Olivier de Rivaud de la Raffinière, fondateur de la banque Rivaud ;
- Jean Bonnin de la Bonninière de Beaumont (1904-2002), homme d'affaires et homme politique ;
- Le grand-duc Andreï Vladimirovitch Romanov (1879-1956) et son épouse, la danseuse Mathilde Kschessinska (1872-1971) au n°10 ;
- Le chanteur Johnny Hallyday y a habité dans un hôtel particulier situé au no 7, jusqu'au début des années 2000[2],[3],[4] ;
- Monsieur et madame Griffon, propriétaires du restaurant Griffon, au n°8 ;
- Dans les années 1970 est installée au no 5 la maison des Missionnaires du Sacré-Cœur d'Issoudun[5].

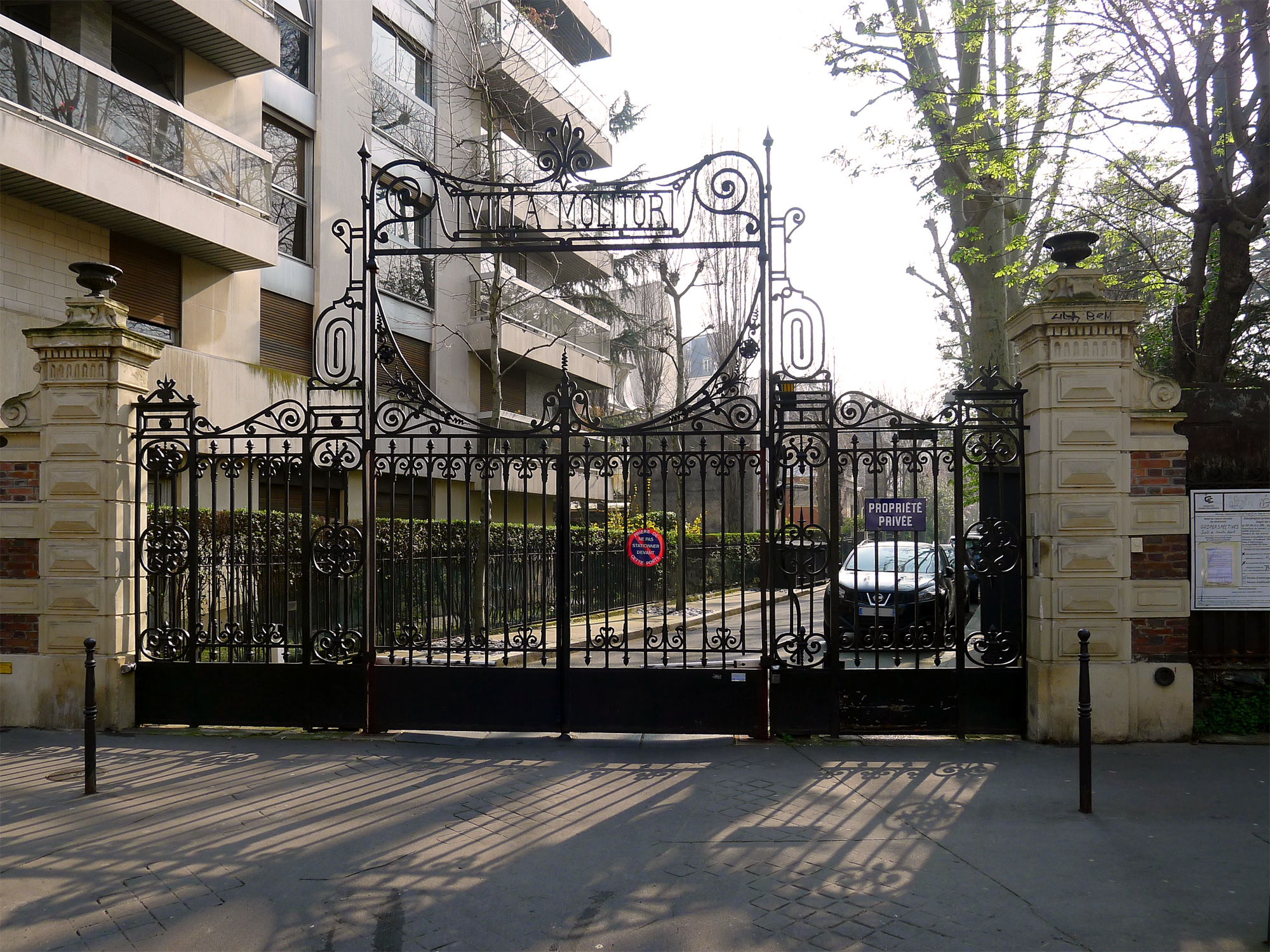
Entrée rue Molitor.
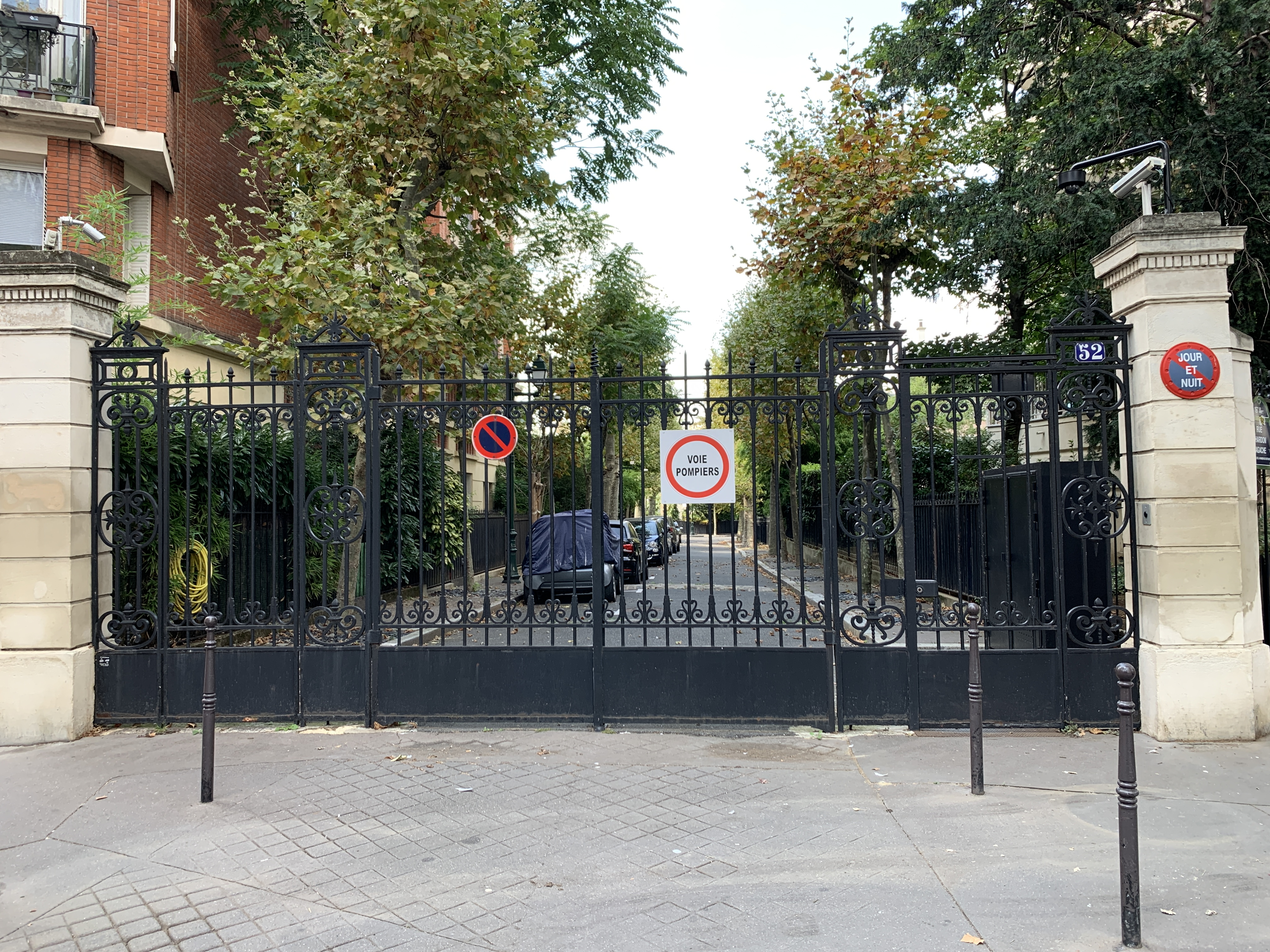
Entrée au croisement de la rue Chardon-Lagache et de la rue Jouvenet.